# Chris James (Musiker)
Chris James (* 1995 in Hilden; bürgerlich Christopher James Brenner), vormals bekannt als Chris Brenner, ist ein in Deutschland wirkender Musiker.

## Biografie
Christopher James Brenner kam 1995 in Hilden als Sohn eines Amerikaners und einer Deutschen zur Welt. Ab seinem vierten Lebensjahr wuchs er in Hilden bei Düsseldorf auf.
Im Jahr 2014 begann er als Chris Brenner zusammen mit einer Band, mit der er sich eine WG teilte, Musik zu veröffentlichen. Die erste Single ist Before We Fall. Neben weiteren Singles folgten zwei EPs. Auf seinem YouTube-Kanal veröffentlichte er außerdem wöchentlich Covers von bekannten Songs.
2018 sagte sich Brenner von Covermusik ab und änderte seinen Künstlernamen zu Chris James. I Know You Can Dance, die erste Single als Chris James, erschien im März 2018 über BMG Rights Management.
Einige Zeit später ließ BTS ihr Management Chris James anfragen, zunächst unentgeltlich ein Lied für sie zu schreiben. Die Band entschied sich schließlich, das in Zusammenarbeit mit Alina Paulsen alias Ruuth entstandene Material zu verwenden, veröffentlichte es 2020 als Life Goes On und erreichte damit unter anderem die Chartspitze in den Vereinigten Staaten. Aus dem Erfolg ergaben sich zahlreiche internationale Songwriting-Sessions.
Nachdem er 2020 nach Berlin umgezogen war, brachte er im November des Jahres sein Debütalbum The Art of Overthinking heraus.
Ende 2020 verbreitete sich sein Titel Not angry über die App Douyin, die chinesische Ursprungsversion von TikTok. Die Welt berichtet von neun Millionen Videos mit dem Lied im Hintergrund, die Rheinische Post von neun Millionen Aufrufen. Als Teil der Erklärung für die Verbreitung sieht Chris James seine Investition in Onlinewerbung in der Region aufgrund des niedrigen Preises. Nick Sylvester, ein auf TikTok spezialisierter amerikanischer Musikproduzent, hebt das gestöhnte Oh Boy am Anfang des Liedes als möglicherweise förderlich für die Echtheit hervor. Als weitere mögliche Ursachen werden Beliebtheit in der ASMR-Community, seine Beteiligung an Life Goes On und eine prominente Verwendung des Songs in einer Schmink-Anleitung diskutiert.
Anfang des Jahres 2022 veröffentlichte Chris James die Single The Cool Kid sowie ein zugehöriges Musikvideo, welches in Zusammenarbeit mit Volkswagen entstand und gleichzeitig als Werbung für den VW Taigo dient.

## Diskografie
Als Chris Brenner
- 2015: Limitless (EP)
- 2016: Crash Landing (EP; Polydor/Island)

Als Chris James
- 2020: The Art of Overthinking
- 2021: The Fear of Missing Out (Ferryhouse)[8]
- 2022: The Weight of Nostalgia
- 2023: Why Should We Turn Around? (EP; Nettwerk)
- 2024: Dopamine Detox
- 2025: Superbloom[9]

Autorenbeteiligungen in den Charts

| Jahr | Titel Interpretation              | Höchstplatzierung, Gesamtwochen, AuszeichnungChartplatzierungen (Jahr, Titel, Interpretation, Platzierungen, Wochen, Auszeichnungen, Anmerkungen) | Höchstplatzierung, Gesamtwochen, AuszeichnungChartplatzierungen (Jahr, Titel, Interpretation, Platzierungen, Wochen, Auszeichnungen, Anmerkungen) | Höchstplatzierung, Gesamtwochen, AuszeichnungChartplatzierungen (Jahr, Titel, Interpretation, Platzierungen, Wochen, Auszeichnungen, Anmerkungen) | Höchstplatzierung, Gesamtwochen, AuszeichnungChartplatzierungen (Jahr, Titel, Interpretation, Platzierungen, Wochen, Auszeichnungen, Anmerkungen) | Höchstplatzierung, Gesamtwochen, AuszeichnungChartplatzierungen (Jahr, Titel, Interpretation, Platzierungen, Wochen, Auszeichnungen, Anmerkungen) | Anmerkungen                             |
| Jahr | Titel Interpretation              | DE | AT | CH | UK | US | Anmerkungen                             |
| ---- | --------------------------------- | --- | --- | --- | --- | --- | --------------------------------------- |
| 2020 | Life Goes On BTS                  | DE37 (1 Wo.)DE | AT34 (1 Wo.)AT | CH23 (1 Wo.)CH | — | US1 (1 Wo.)US | Erstveröffentlichung: 20. November 2020 |
| 2022 | Someone Else ClockClock           | DE44 (21 Wo.)DE | AT44 (8 Wo.)AT | — | — | — | Erstveröffentlichung: 9. September 2022 |
| 2023 | Komet Udo Lindenberg & Apache 207 | DE1 (… Wo.)DE | AT1 (… Wo.)AT | CH2 (78 Wo.)CH | — | — | Erstveröffentlichung: 19. Januar 2023   |
| 2023 | Like Crazy Jimin                  | DE71 (1 Wo.)DE | AT23 (1 Wo.)AT | CH27 (2 Wo.)CH | UK8 (5 Wo.)UK | US1 (5 Wo.)US | Erstveröffentlichung: 24. März 2023     |

## Auszeichnungen & Nominierungen
- 2021: nominiert für New Music Award[4]
- 2023: Youtube Music Award[14] "Songwriter Of The Year"
- 2024: Deutscher Musikautor:innenpreis für Erfolgreichstes Werk 2023 "Komet"
- 2024: BMI Awards Most-Performed Songs 2024[15] "Like Crazy"